# Svarthuvad skogstrast
Svarthuvad skogstrast (Catharus mexicanus) är en fågel i familjen trastar inom ordningen tättingar. Den förekommer i Centralamerika från östra Mexiko söderut till västra Panama. IUCN kategoriserar den som livskraftig.

## Utseende och läten
Svarthuvad skogstrast är en liten (15–16,5 cm) trast. Den adulta fågeln är bjärt orangefärgad på näbb (med svart kulmen), ögonring och ben. Den svarta hjässan kontrasterar tydligt med gråaktigt ansikte och olivbrun ovansida. På undersida och strupe är den ljusgrå, med sotfärgad anstrykning på bröst och flanker. Honan är mattare färgad än hanen, med brunsvart hjässa och brunaktig anstrykning på ansikte och bröst. Sången är en metallisk ramsa, behaglig men något gnisslig och ibland utdragen till en drill. Lätet beskrivs som ett strävt och klagande "rreahr" eller "meahh".

## Utbredning och systematik
Svarthuvad skogstrast förekommer i Centralamerika och delas vanligen in i tre underarter med följande utbredning:
- Catharus mexicanus mexicanus – östcentrala Mexiko
- Catharus mexicanus cantator – södra Mexiko och östra Guatemala
- Catharus mexicanus yaegeri – Honduras
- Catharus mexicanus carrikeri – Nicaragua, Costa Rica och västra Panama

## Levnadssätt
Fågeln hittas i fuktiga städsegröna skogar och intilliggande ungskog på mellan 750 och 1800 meters höjd. Den håller sig i tät undervegetation och är svår att få syn på utom när den sjunger. Äggen beskrivs som blåvita med rödbruna fläckar.

## Status och hot
Arten har ett stort utbredningsområde och en stor population, men tros minska i antal, dock inte tillräckligt kraftigt för att den ska betraktas som hotad. Internationella naturvårdsunionen IUCN listar därför arten som livskraftig (LC).